# 우지차

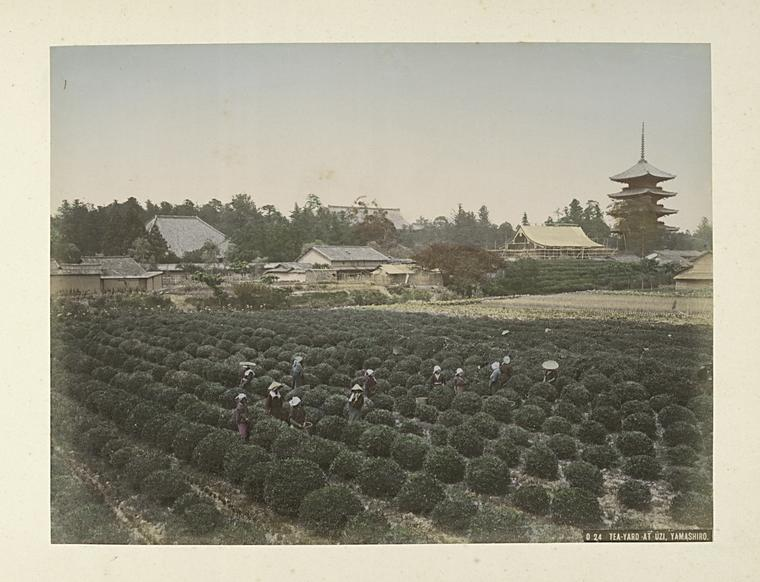
야마시로 우지 찻집

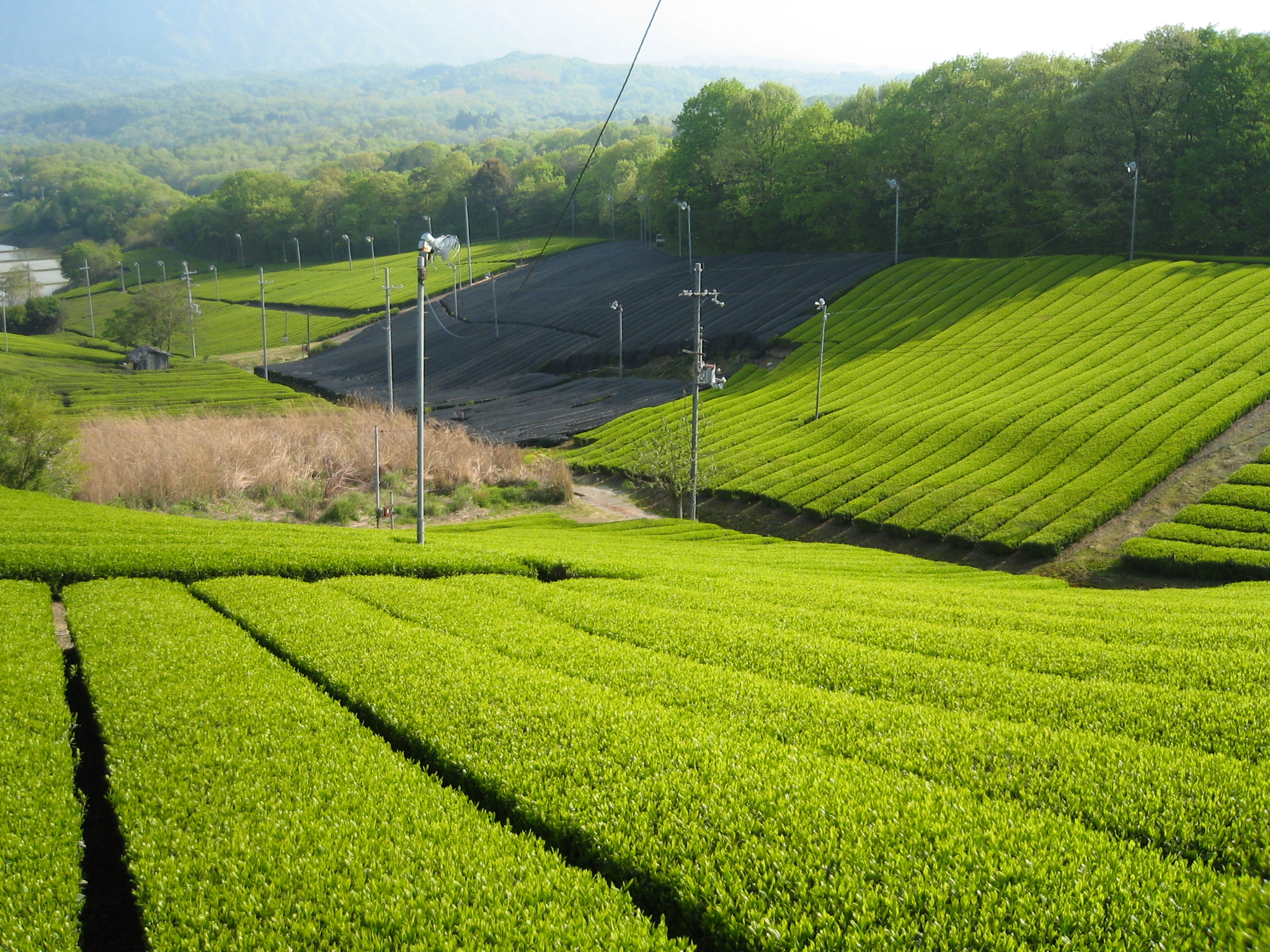
교토 미나미야마시로의 녹차밭

우지차(일본어: 宇治茶 우지차[*])는 교토부 우지시에서 생산되는 녹차의 총칭이다. 우지차의 3가지 주요 종류는 말차(抹茶), 센차(전차, 煎茶), 교쿠로(옥로, 玉露)다. 일본차는 중국의 영향이 극에 달했던 일본 헤이안 시대에 당나라에서 유래했다. 차 씨앗이 일본에 전해졌을 때, 그것들은 토가노오에서 처음 심어졌다. 이 씨앗들은 나중에 우지에 퍼졌고, 우지는 일본에서 가장 높은 품질의 찻잎을 생산하는 장소가 되었다.
우지는 녹차의 다양화를 시도했다. 귀족들만 접근할 수 있는 고급 말차를 시작으로 18세기 서민들의 요구를 충족시키기 위해 전차가 발명되었다. 이 두 가지 차 생산 기술의 조합으로 옥로가 탄생했다. 우지차의 인기가 높아진 것은 투차(闘茶), 다도(茶道), 전자도(煎茶道) 등 다도의 성공과 깊은 관련이 있다.

## 우지차의 역사

### 차의 첫 번째 기록
서기 804년 일본의 승려 쿠카이 호켄 휴가 2년 동안 중국 당나라를 여행했다. 돌아온 그는 책과 서예를 가져와 일본 사회에 불교 가르침을 전파하기 시작했다. 쿠카이는 자신의 발견을 사가 천황에게 제출해달라고 요청했다. 사가 천황은 책을 읽으면서 다도를 마시고 있었다고 기록되어 있다. 여기서 다도는 뜨거운 차라는 뜻으로 일본 역사상 최초로 차를 마신 기록이 되었다.

### 최고급 우지차
차의 원산지가 일본인지 해외에서 유입되었는지는 논란의 여지가 있다. 기록에 따르면 찻잎과 차 씨앗은 다른 시기에 일본에 도착했다. 차 씨앗은 1191년경 묘안 에이사이라는 선 승려에 의해 일본에 소개되었다. 이 씨앗은 처음에 혼차(本茶:진짜 차)가 생산된 것으로 알려진 곳인 토가노오에 처음 퍼졌다. 토가노오차는 1350년경에 이 왕국에서 가장 좋은 차로 여겨졌다.
에이사이는 또한 우지에서 차 농장을 시작한 그의 친구 묘에(明恵) 쇼닌(上人:대사)와
과 차 씨앗을 나누었다. 우지차는 1383년에 두 번째로 좋은 차라는 평가를 받았다. 그러나 이 순위는 1460년 아시카가 요시마사라는 쇼군이 “이 시대의 우지차는 최근 쇼군의 가장 좋아하는 브랜드가 되었다. 토가노오가 쇠퇴했다고 하여도 그 명성은 변함이 없다. 그것도 높이 평가해야 하고 잊지 말아야 하지 않겠나?” 요시마사와 그의 추종자들의 지원으로 우지차는 곧 토가노오차와 함께 1위를 차지했다.

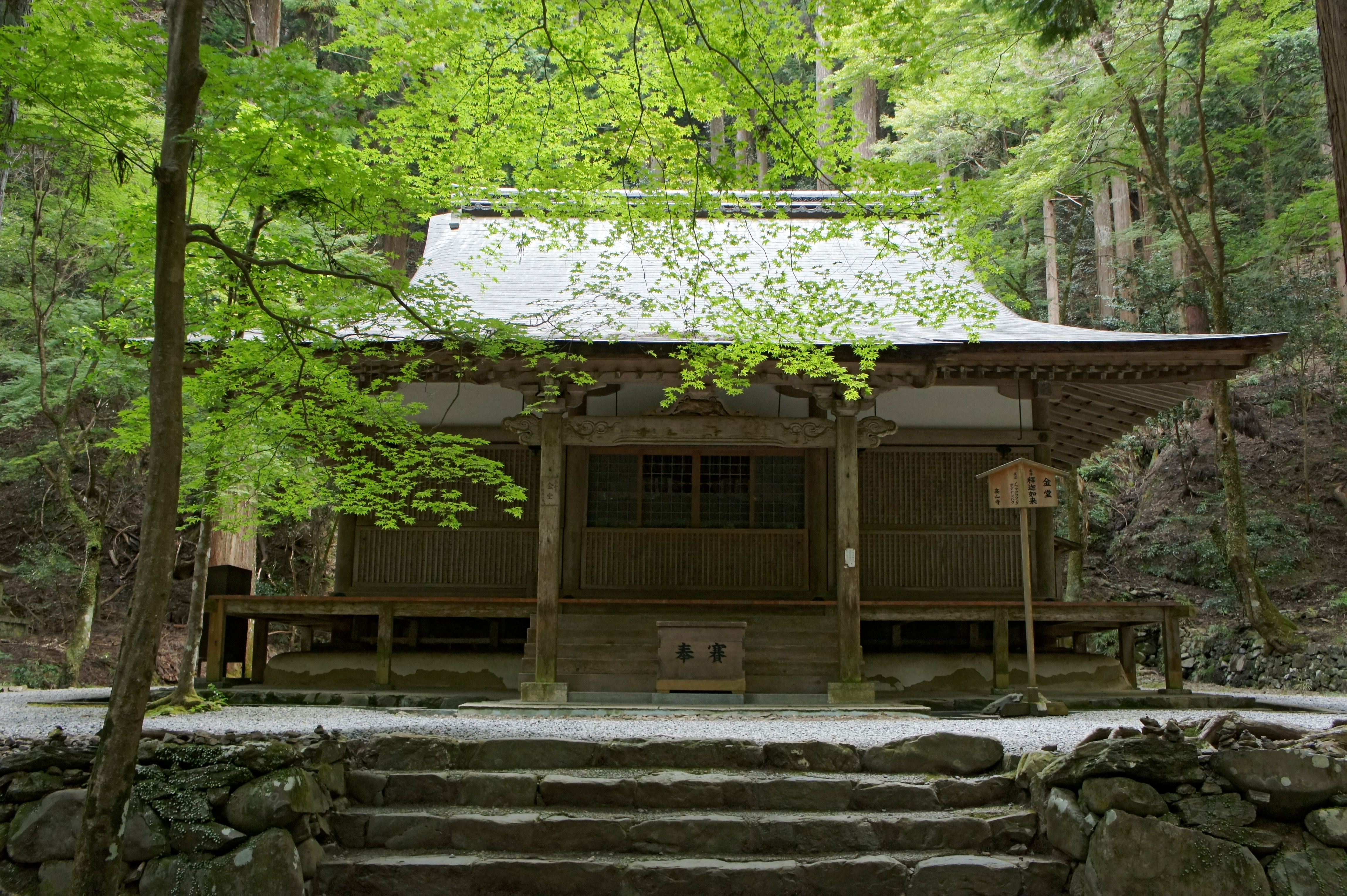
교토 고잔지 절

이후 무역과 선물에 우지차가 등장하는 빈도가 높아졌다. 1500년대 말까지 우지차가 토가노오를 대체하여 혼차를 생산했다. 이것은 3가지 요인에 의해 촉진되었다. 첫째, 토가노오의 차밭은 고잔지의 승려에 의해 관리되었다. 그러나 스님은 닌나지 스님에게 토가노오 차밭을 아무런 서면 통지 없이 빌려준 후 사망했다. 이로 인해 차밭의 소유권을 놓고 큰 분쟁이 발생하여 차 재배와 거래에 혼란이 일어났다.
둘째, 토가노오의 문제에도 불구하고 일본에서는 우지차의 소비가 계속해서 대중화되었다. 이것은 차 마시는 것을 예술의 한 형태로 간주하는 다도의 발전에 기여했다. 독특한 차 문화의 발전은 무라타 주코, 타케노 조오 및 센노 리큐에 의해 촉진되었다. 이에 우지에서는 가루녹차에 대한 수요가 증가하였다.
셋째, 우지의 차 재배자들은 "지붕을 덮는 방법" 또는 오이시타 사이바이(Oishita saibai)로 알려진 효과적인 차 재배 방법을 발명했다. 이 방법은 잔디, 짚 또는 갈대를 사용하여 햇빛의 침투를 방지하기 위해 차 식물 위에 지붕을 만드는 것을 포함하며, 이로 인해 광합성 과정을 억제하여 더 달콤한 차를 생산하였다. 또한 오이시타 사이바이 방법은 벌레와 안개와 서리와 같은 악천후로부터 차나무를 보호했다.

### 우지의 차밭

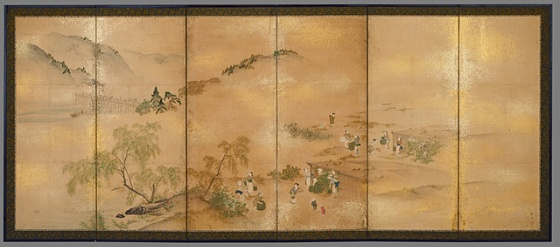
우지에서 차 따기

우지는 고품질 찻잎의 기준으로 여겨진다. 이는 토양 품질, 안개가 자욱한 기후, 최적의 토양 품질, 경사진 언덕, 겨울에도 오부쿠가 서리가 내리지 않는다는 사실 등 다양한 요인이 복합적으로 작용하기 때문이다. 우지에서 생산된 차는 종종 황실에 제공되어 다도에 사용된다. 따라서 많은 지역 농민들은 여전히 기계에 의존하지 않고 찻잎을 가공하는 전통적인 방법을 적용하고 있다. 이 지식은 대대로 계승되어 고품질의 차를 생산한다.

## 차 재배 및 가공 기술

### 우지 방법
16세기에 우지에서 오이시타 사이바이라는 음영 방법이 발명되었다. 이 방법이 전차와 말차의 기원이 되었다. 고품질의 말가루 생산으로 우지차의 명성이 높아졌다. 실제로 1413년에서 1567년 사이의 차 가격 기록에 따르면 우지 차는 킬로그램당 500코인이고 차 한 잔은 5-6코인이지만 교토에서는 178건의 기록 거래 중 100건 이상의 거래가 이루어졌다.
그러나 텐차와 말차를 상위 계층 커뮤니티에서만 사용할 수 있도록 하는 음영 방법 사용에 대한 엄격한 정책이 있었다. 서민들은 반차와 같은 낮은 등급의 녹차만 접할 수 있었다.
타나 캐노피의 사용 제한으로 고민하던 우지타와라 출신의 차 농부인 나가타니 소엔은 차광 방식을 사용하지 않고도 고품질의 차를 생산하고 싶었다. 15년 간의 테스트 끝에 그는 1738년에 센차를 발명하여 전국에 빠르게 퍼졌다. 센차는 우지차 손 반죽 차 생산 기술로도 알려진 우지 방법(Aoseisenchahou)을 통해 만들어진다.

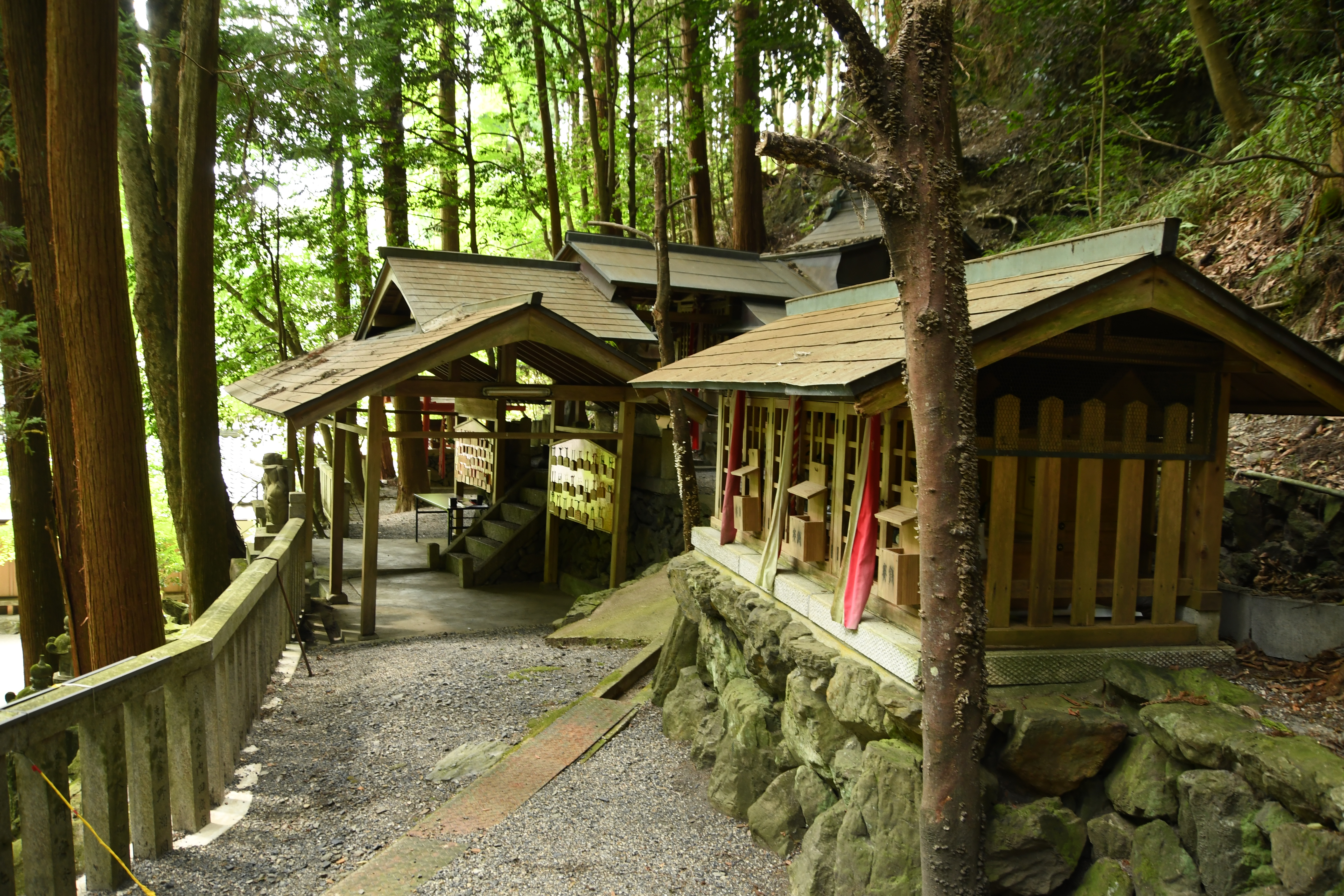
교토 우지타와라 유야다니에 있는 차소묘 신사(茶宗明神社)

우지 방법은 10가지 주요 단계로 구성된다.
1. 김내기
2. 차 절단
3. 요코마쿠리(찻잎 말리기)
4. 타마토키(찻잎 쪼개기)
5. 나카아게(차잎을 식히기)
6. 차조로에(찻잎을 문지르거나 말아서 길게 꼬는 것)
7. 덴구리(찻잎을 동그랗게 만듦)
8. 이타즈리(찻잎을 가늘고 동그란 모양으로 반죽)
9. 건조
10. 마무리 (차잎을 가늘고 긴 모양으로 반죽)

나가타니 소엔은 배우고자 하는 다른 차 농부들과 자신의 지식을 공유했다. 그의 집과 소지품이 보존되어 박물관으로 변모되었고 차노묘 신사(茶宗明神社)라는 절이 세워졌다. 그가 발명한 우지 방법은 일본에서 차를 가공하는 주요 방법이 되었다.

### 지역 생산의 변화
우지 차 재배와 가공 기술의 성공을 본 다른 마을의 차 농부들은 이를 좇았다. 태양 건조 찻잎의 원시 기술은 시모사와 히타치에서 일반적으로 사용되었다. 이 방법은 생산되는 찻잎의 품질을 보장할 수 있지만 매년 소량의 찻잎만 생산된다. 이것은 18세기 중반 농업의 상업화와 함께 일본의 다른 지역의 주요 차 시장과 경쟁할 수 없었기 때문에 차 농부들은 불리한 위치에 놓였다.
나가츠라 마을의 시치로베이는 지역 차 시장을 살리기 위해 우지에서 온 엘리트 차 농가를 초청해 생산량을 늘렸다. 그 뒤를 헤타 촌의 모노타리 나카야마, 야마자키 촌의 사헤지 노무라, 인근 나가이도 촌의 덴카부로 사쿠라이가 뒤를 이었다. 일본의 차 산업이 성장하면서 1859년에 차를 주요 수출 품목 중 하나로 만들었다. 사실, 1867년의 차 거래량은 1859년보다 18배 많았으며, 1867년에는 약 7백만 파운드의 차가 수출되었다. 일본의 차 농업은 불과 10년 만에 1883년에 66%까지 확장된 것으로 추산되었다. 교토의 야마치로 지역에는 와즈카마을과 미나미 야마시로 촌과 같은 많은 토지가 차 재배를 위해 개간되었다.

## 우지차의 주요 종류

### 말차

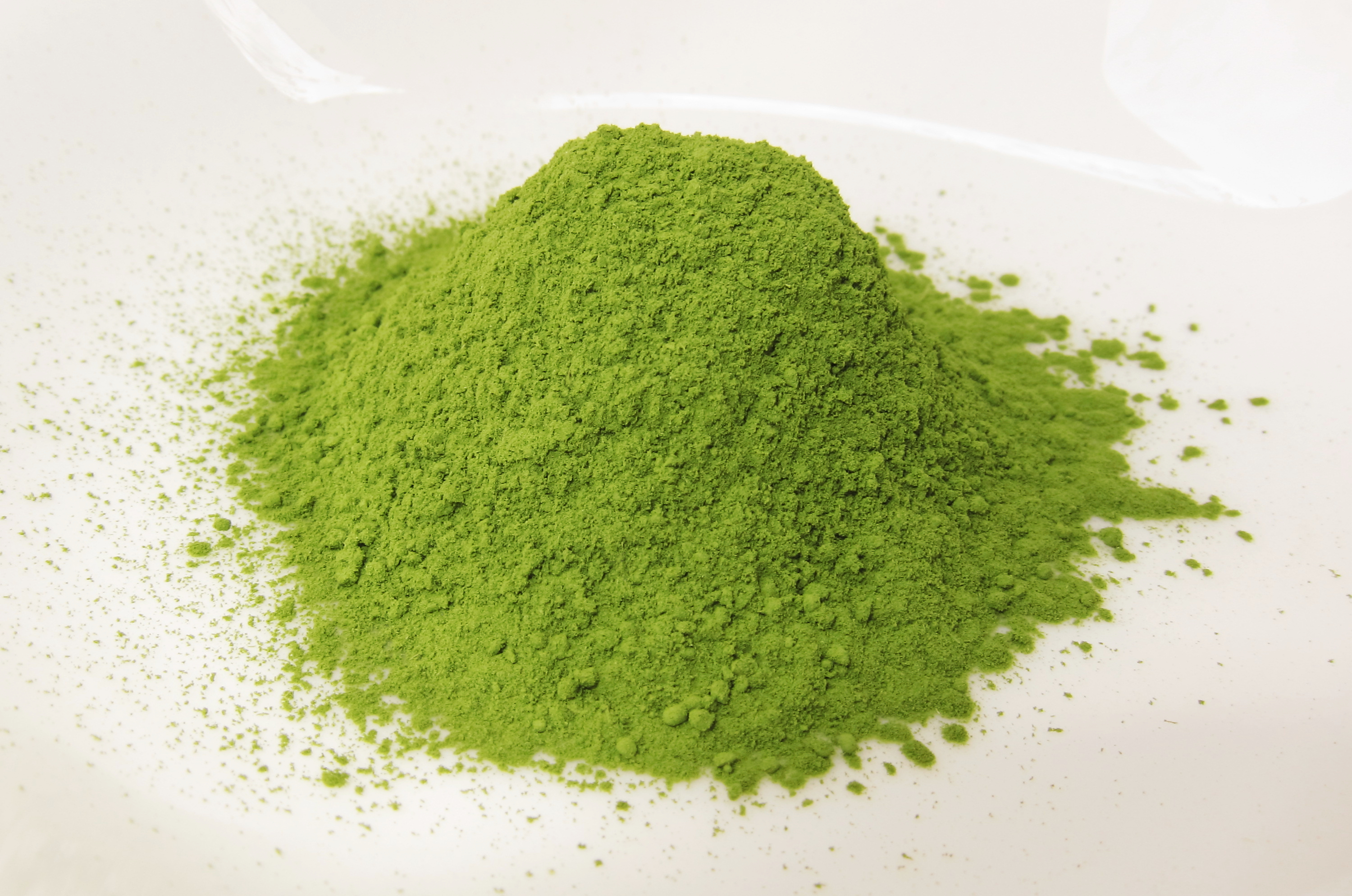
말차

말차(고급 차)는 가장 널리 알려진 일본 차다. 말차 가루는 처음에는 16세기에 우지에서 오이시타 사이바이 방식으로 생산된 것으로 알려져 있다. 센노 리큐의 차노유 다도에 사용하는 것으로 유명하다. 더 진한 색을 나타내는 말차는 떫은 맛이 더 많이 난다.
말차는 오이시타 사이바이라는 특별한 음영 방법으로 심어진다. 말을 가공하려면 잎맥과 가는 줄기를 제거해야 한다. 이를 통해 말을 가루 형태의 물에 완전히 녹일 수 있도록 한다.

### 센차

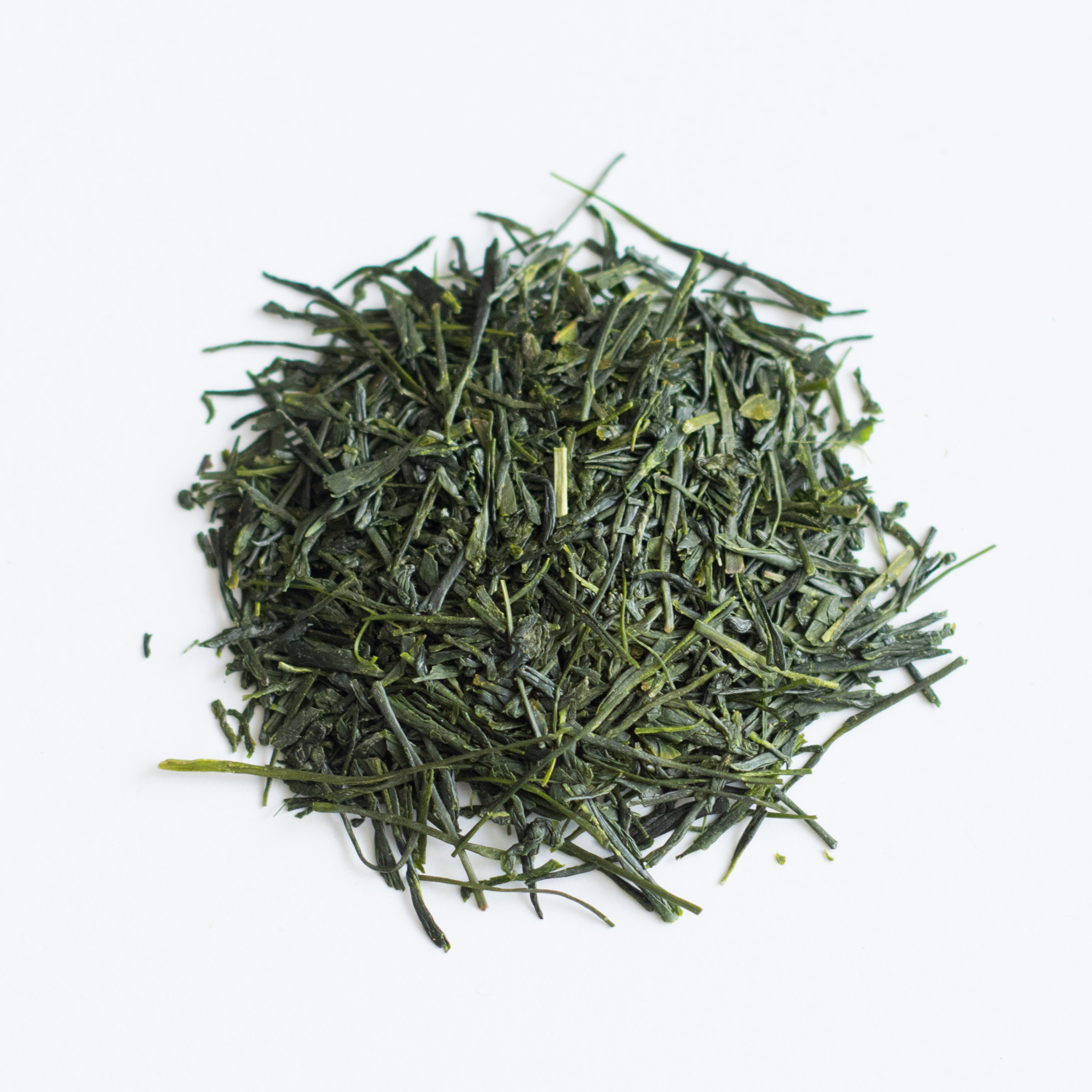
우지 살짝 찐 센차

센차(중급 차)는 일본에서 가장 인기 있는 차로서 전체 차 생산량의 80% 이상을 차지한다. 우지 방법으로 생산된다. 찻잎은 직사광선이 닿는 곳에서 따서 찌고 말린다. 약간의 떫은맛이 나는 독특한 단맛이 특징이다.
센차는 비타민이 풍부하여 여성들에게 티타임 음료로 인기가 높다.

### 교쿠로

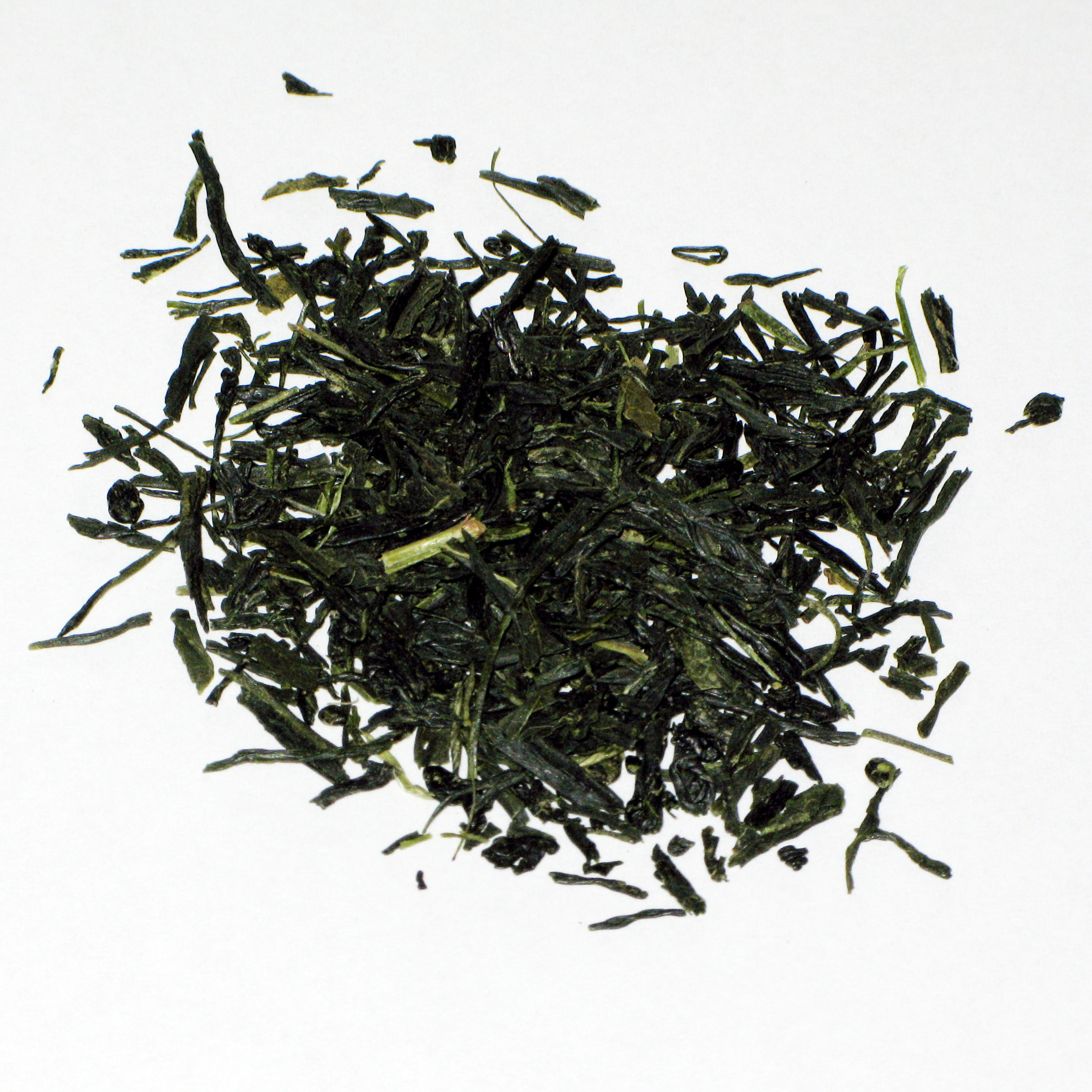
교쿠로

교쿠로는 피로를 치료하는 약용 고급 차이다. 19세기에 오이시타 사이바이 방법과 우지 방법의 조합으로 발명되었다. 찻잎은 말차와 같이 그늘진 곳에서 수확하여 찐 후 센차처럼 말린다.
교쿠로는 엽록소를 많이 함유하고 있으며 건조 후 짙은 녹색을 나타낸다. 높은 수준의 카페인과 엽록소는 뇌 활동과 조직 성장의 자극을 돕는다.

## 다도
우지차는 일본인의 일상과 깊은 관련이 있다. 우지의 차 마시는 문화는 많은 다도의 창시와 발전과 밀접한 관련이 있다. 테이슈 (숙련된 다도 마스터)와 함께 세심하게 설계된 다실에서 적절한 다도를 해야 한다.
다도 문화의 역사가 오래된 우지에는 타이호안, 나카무라 토키치 본점, 후쿠주엔 우지차 공방, 미츠보시엔 캄바야시 본점, 타쿠미노야카타 등 다도 체험을 할 수 있는 찻집이 많이 있다.

### 토차(차 콘테스트)
차의 인기가 높아짐에 따라 일본인들은 난보쿠초 시대에 혼차와 히차(차가 아닌 것)를 구별하기 위해 토차로 알려진 차 시음 대회를 개최했다. 토차가 처음 소개되었을 때 혼차는 토가노오로 대표되었고 히차는 다른 곳에서 생산된 차를 기술했다. 그러나 우지차의 번영은 빠르게 토가노오 차를 대체하고 혼차가 되었다.
토차는 우지차의 인기와 함께 내기가 증가함에 따라 일본의 다른 지역으로 확장되었다. 그런 다음 '과도하거나 사치스러운 일'로 설명되었다. 이러한 이유로 토차는 일본 사회에서 금지되었고 점차 인구에서 사라졌다.

### 차노유

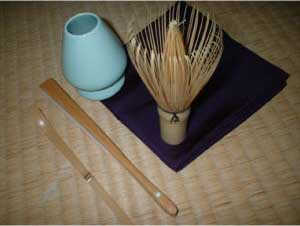
차노유에 사용되는 차 도구

16세기에 차노유('차의 길')의 창안은 선불교 승려인 센노 리큐에 의해 영감을 받았다. 그는 의식에서 차 문화를 결합하고 종교적, 철학적 사상과의 연결을 확립했다. 차노유는 단순히 차를 마시는 것이 아니라 차, 예술, 미학이 결합된 와비의 표현이다. 그것은 영적인 사건으로 간주되어 순결을 상징하는 말차를 사용한다.
차노유의 개발은 16세기에 오이시타 사이바이 방법의 발견으로 촉진되었다. 생산된 말차는 맛이 강하고 짙은 녹색을 띠고 있다. 센노 리큐는 일본에서 생산되는 최고의 찻잎을 차노유에 접목하여 차노유의 성공에 직접적인 기여를 했다.
차노유의 중요한 부분은 말차를 마시는 예절이다. 등을 곧게 펴고 올바른 자세로 말차를 마시면 전반적인 경험이 향상된다. 말차를 대접할 때 테이슈는 찻잔을 왼손에 놓고 찻잔을 손님을 향하도록 돌린다. 손님은 찻잔을 받아 컵과 함께 오른손으로 왼쪽 손바닥에 놓는다. 찻잔 앞에서 마시지 않도록 다시 찻잔을 시계 방향으로 돌려야 한다. 그러면 손님은 정확히 3.5모금 안에 말차 한 잔을 마칠 것이다.

### 센차도
센차도는 17세기 중국 승려 인겐 류키가 개발했다. 센차도는 센차와 교쿠로와 같은 느슨한 찻잎을 준비하는 방법을 설명하는 '센차의 길'을 의미한다.
'센차'라는 용어는 원래 느슨한 찻잎을 끓는 물에 끓여서 소비하는 방법을 설명하는 데 사용되었다. 이 방법은 중국에서 흔히 볼 수 있었지만 일본에서는 가루차의 인기가 높아 덜 일반적이었다. 센차도는 18세기에 인겐의 제자 바이사오가 센차도를 일본 전역에 퍼뜨릴 때부터 대중화되었다. 센차는 18세기에 나가타니 소엔에 의해 발명되었으며 '센차'라는 용어는 느슨한 찻잎을 준비하는 것에서 찐 후 말린 녹차의 한 유형으로 바뀌었다.

## 유네스코 세계문화유산 등록
우지차는 교토 야마시로 지역에서 700년의 역사를 가지고 있다. 평지나 경사진 언덕에서 사용하는 오이시타 사이바이 방법과 우지 방법의 기원이다. 이 지역은 또한 아라차 차 가공을 위한 차 공장, 차 도매상, 그리고 다른 지역에서 다른 시간에 생산된 찻잎을 모으는 고구미를 모은다. 교토부에 따르면 이들은 지난 700년 동안 지속적으로 발전해 온 우지 차 문화 경관을 대표하는 자산이다.
말차, 센차, 교쿠로를 포함한 새로운 차의 생산과 함께 진화를 관찰할 수 있다. 이 녹차는 차노유와 센차도와 같은 일본의 차 마시는 문화를 지원한다. 따라서 교토부에서는 우지 경관을 유네스코 세계문화유산으로 등록하기 위해 노력하고 있다.